# Mali orel
Mali orel (znanstveno ime Hieraaetus pennatus) je ujeda iz družine kraguljev.

## Opis
Ta, kot kanja velika, živaha ujeda zraste od 46 do 53 cm in ima razpon peruti med 109 in 117 cm. Obstajata dve barvni varianti: svetla rjavo-rumena s pisano spodnjo stranjo in bolj redka, temno rjava. V letu ga od kanje ločimo po daljših, ožjih perutih in po daljšem, ožjem in bolj oglatem repu, ki ga tudi redkeje pahljačasto razpre. V strmoglavljanju ima perutnice skoraj vodoravno iztegnjene. Odlično izkorišča termiko in pogosto vztrajno jadra, pri čemer se lahko povzpne izredno visoko, tudi do 800 m. Pogosto se iz višav strmoglavo spusti v nižje zračne plasti in se nato s pridobljeno hitrostjo spet dvigne v višave.

## Razširjenost
Življenjski prostor tega orla so svetli gorski hrastovi gozdovi Severozahodne Afrike in jugozahodne Evrope ter ravnice in gorovja Mongolije in Pakistana. Je delna selivka, ki prezimuje v podsaharski Afriki, gnezdi pa višje na severu in sicer aprila in maja v gnezdu, ki ga naredi na drevesu ali v skalovju. Ima eno leglo na leto, običajno enega ali dva mladiča.
Hrani se z majhnimi glodavci, kuščarji, manjšimi pticami in večjimi žuželkami.